# 白山神社 (君津市)

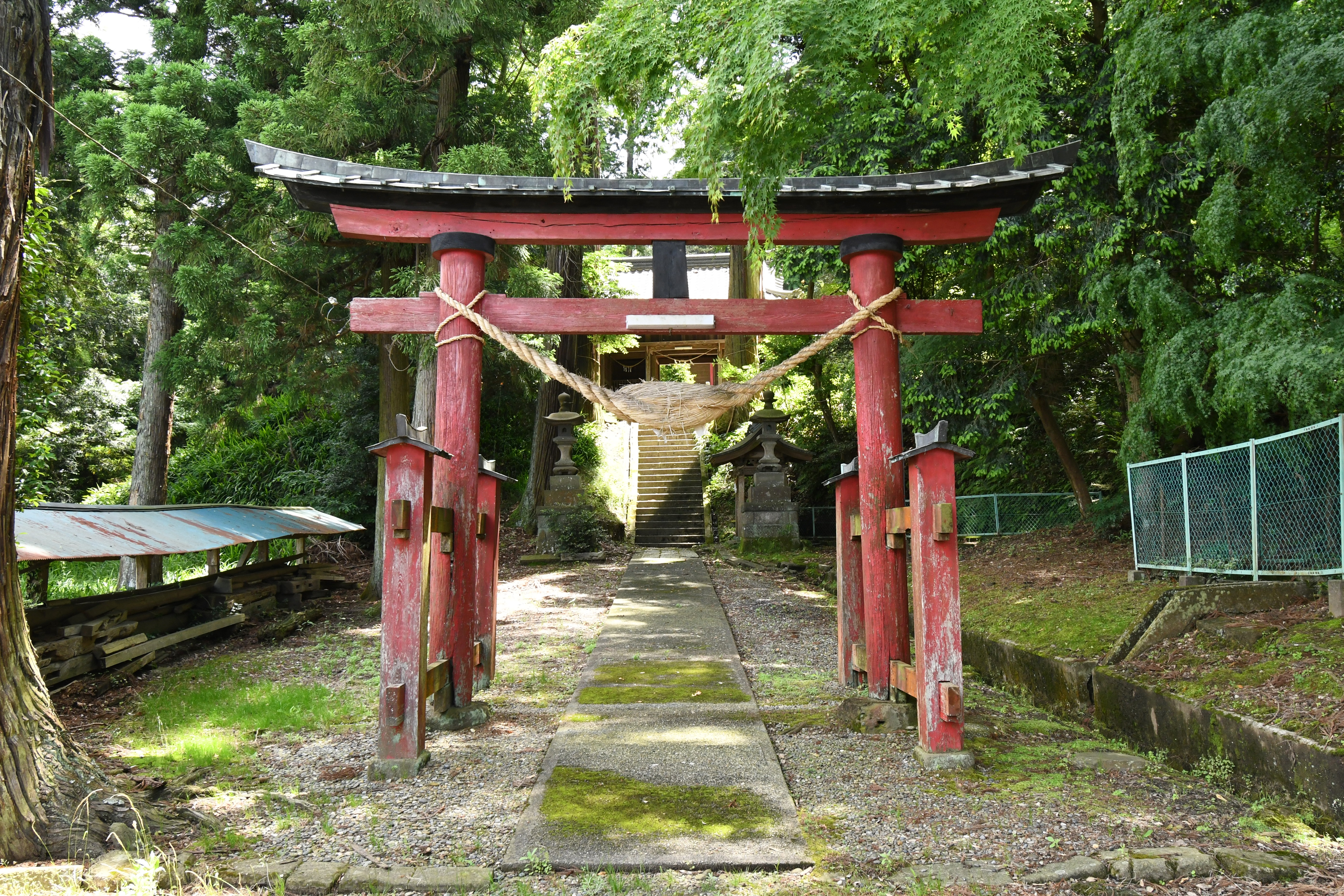
鳥居

白山神社（はくさんじんじゃ）は、千葉県君津市俵田にある神社。旧社格は郷社。古くは「田原神社」と称した。
本項目では、白山神社の社殿背後にある白山神社古墳（千葉県指定史跡）についても解説する。

## 祭神
大友皇子と菊理比売神を祀る。

## 歴史
社伝によれば、壬申の乱で敗れた大友皇子（弘文天皇）が東国に逃れこの地で自刃したという。落ち延びた皇子が暮らした「小川宮」の跡との伝説もある。その後、天武天皇13年（684年）に勅使が下向し社殿を造営、皇子を祀り田原神と称したと伝えられる。
房総半島では大友皇子にまつわる伝説は各地に残る。その背景として、房総半島における古代氏族の多氏は製鉄民族であり、大友皇子のゆかりの人々が多氏を頼りに房総半島に移住するとともに、「田原」地名も「タタラ」に由来するとする説が挙げられている。
国史では、『日本三代実録』元慶8年（884年）7月15日条に上総国の「田原神」の神階が正六位上から従五位下に昇叙された旨の記事が見え、同神は当社に比定される。しかし『延喜式』神名帳には記載がないため、いわゆる国史見在社にあたる。
拝殿には、江戸時代中期の神祇伯・雅寿王の文政12年（1829年）の筆による「田原神社」の額が掲げられる。明治維新後に社名を「白山神社」と改め、明治6年（1873年）に郷社に列した。

## 境内

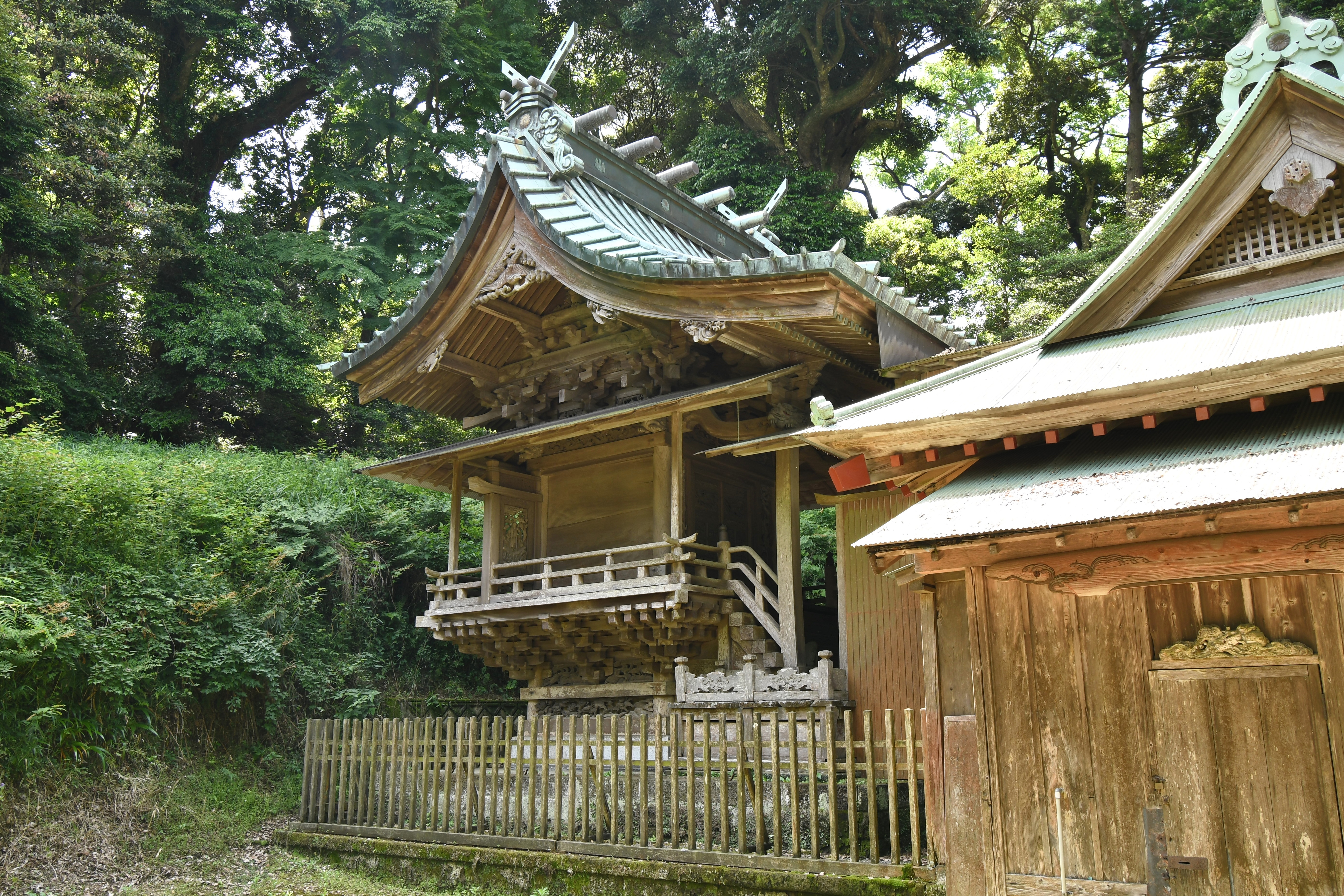
本殿
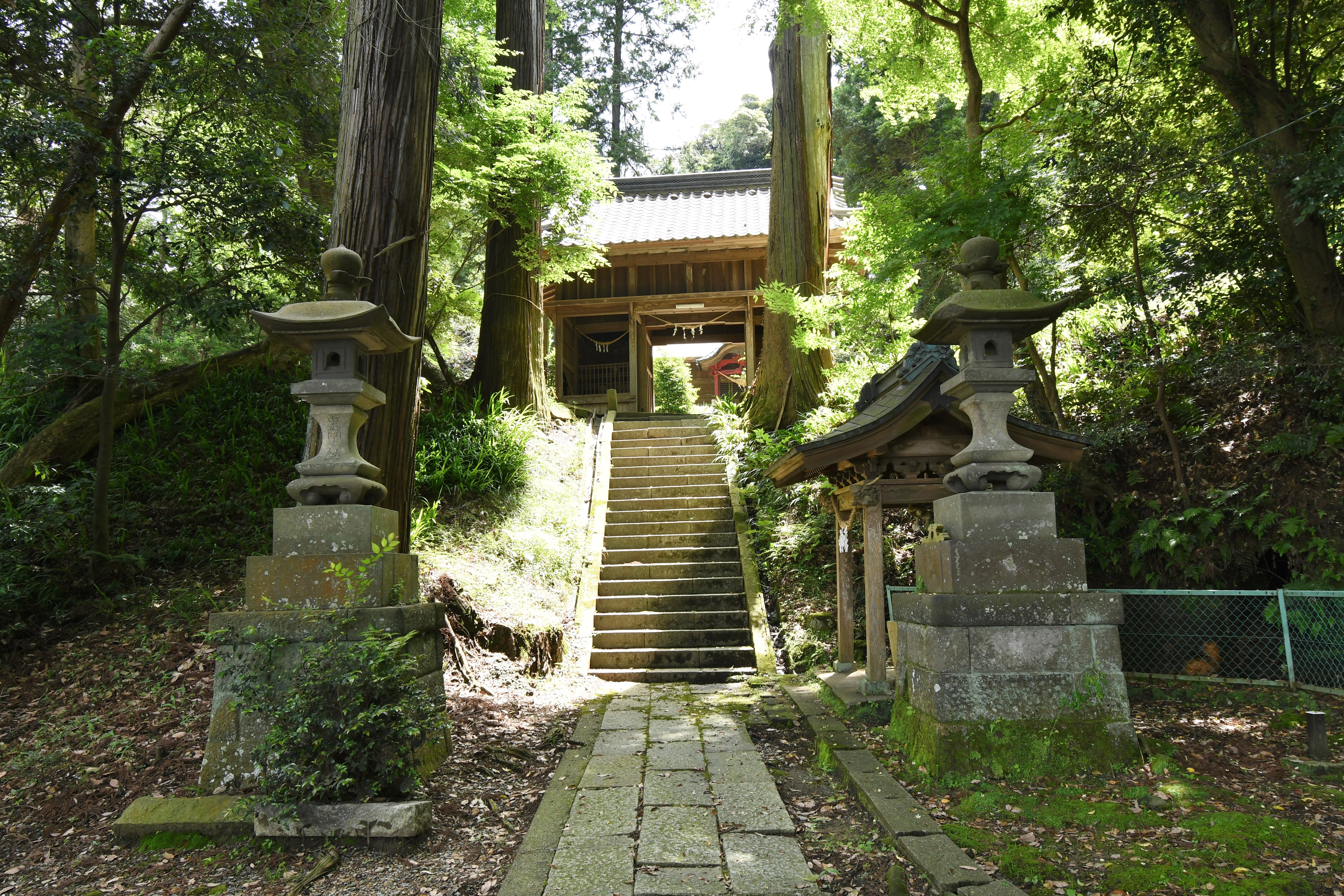
参道・随身門
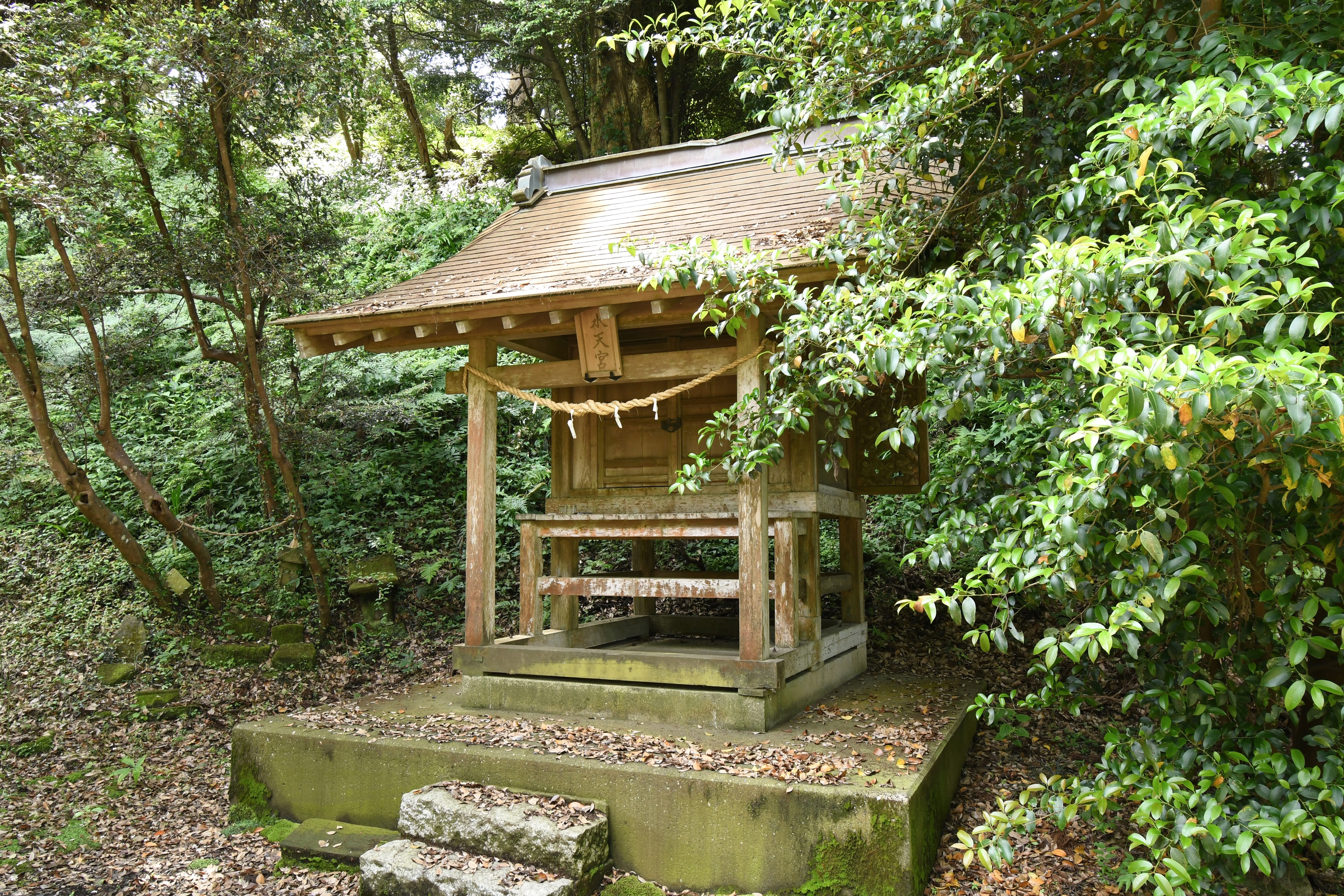
水天宮
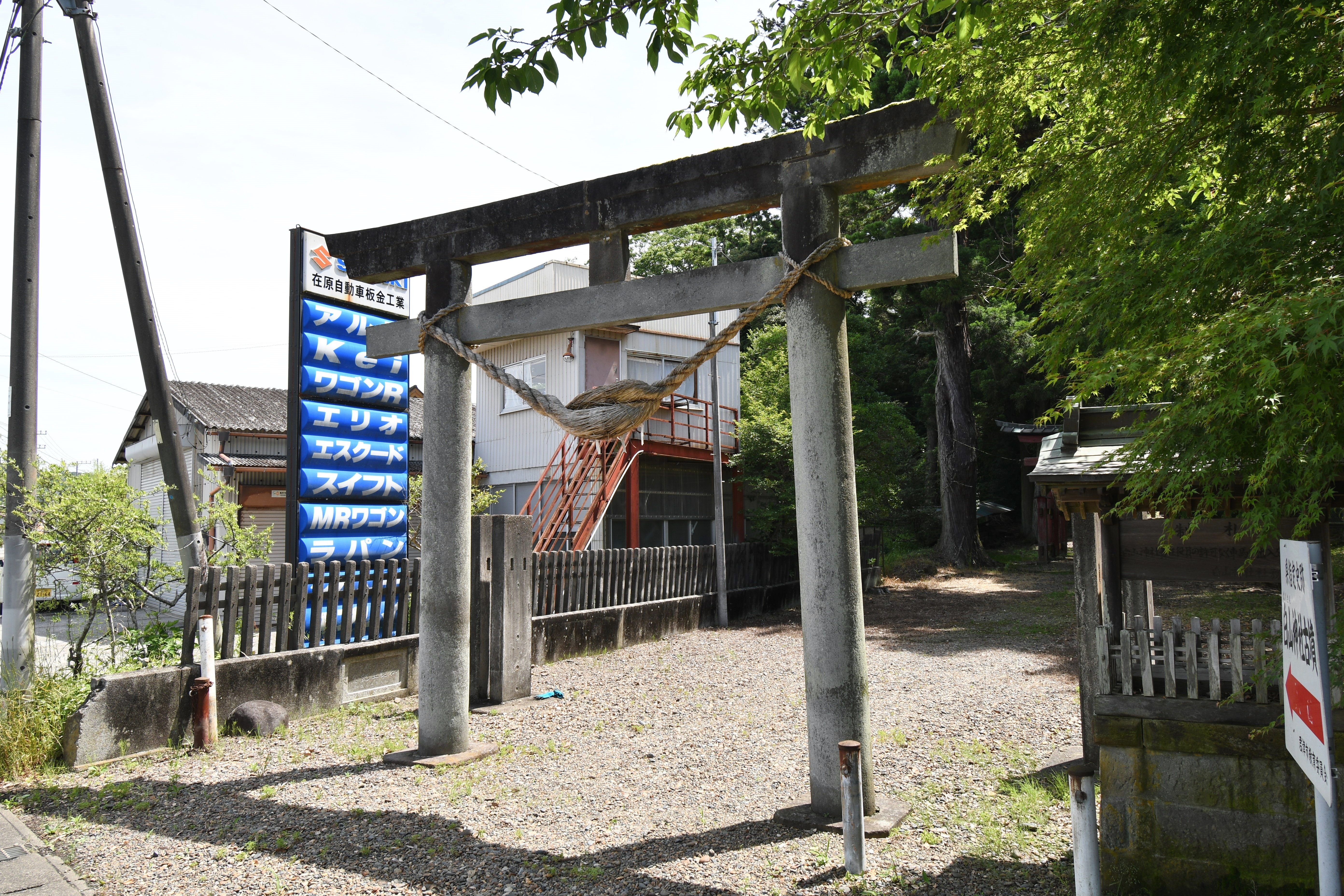
鳥居

## 白山神社古墳
白山神社古墳（はくさんじんじゃこふん）は、白山神社の社殿背後にある古墳。形状は前方後円墳。千葉県指定史跡に指定されている。

### 概要
| 地区   | 古墳名       | 墳丘長 | 築造時期     | 史跡指定 |
| ------ | ------------ | ------ | ------------ | -------- |
| 岩出   | 飯籠塚古墳   | 102m   | 4c前半       | 県史跡   |
| 上新田 | 浅間神社古墳 | 103m   | 4c前半～中頃 | 市史跡   |
| 俵田   | 白山神社古墳 | 89m    | 4c後半       | 県史跡   |

千葉県中西部、小櫃川中流域東岸において、舌状丘陵の突端部に築造された古墳である。一帯には円墳17基が分布し、白山神社古墳群を形成する。1990年（平成2年）に測量調査が実施されているが、発掘調査は実施されていない。
墳形は前方後円形で、前方部を西南西の方向（小櫃川の方向）に向ける。墳丘北側（後円部背後）には周溝状の平坦面および周堤帯が巡らされる。埋葬施設は未調査のため明らかでなく（後円部墳頂には盗掘坑と見られる窪みが認められる）、副葬品も詳らかでない。築造時期は古墳時代前期の4世紀後半頃と推定され、小櫃川流域の大型前方後円墳としては飯籠塚古墳（君津市岩出）・浅間神社古墳（君津市上新田）に次ぐ時期に位置づけられる。
古墳域は1981年（昭和56年）に千葉県指定史跡に指定されている。なお、1898年（明治31年）に八木奘三郎らによって後円部付近の円墳が発掘されて獣形鏡・大刀等が出土したというほか、白山神社には海獣葡萄鏡が伝えられる。

### 墳丘
墳丘の規模は次の通り。
- 墳丘長：89メートル
- 後円部
  - 直径：52メートル
  - 高さ：10メートル
- 前方部
  - 長さ：38メートル
  - 幅：38メートル
  - 高さ：7メートル

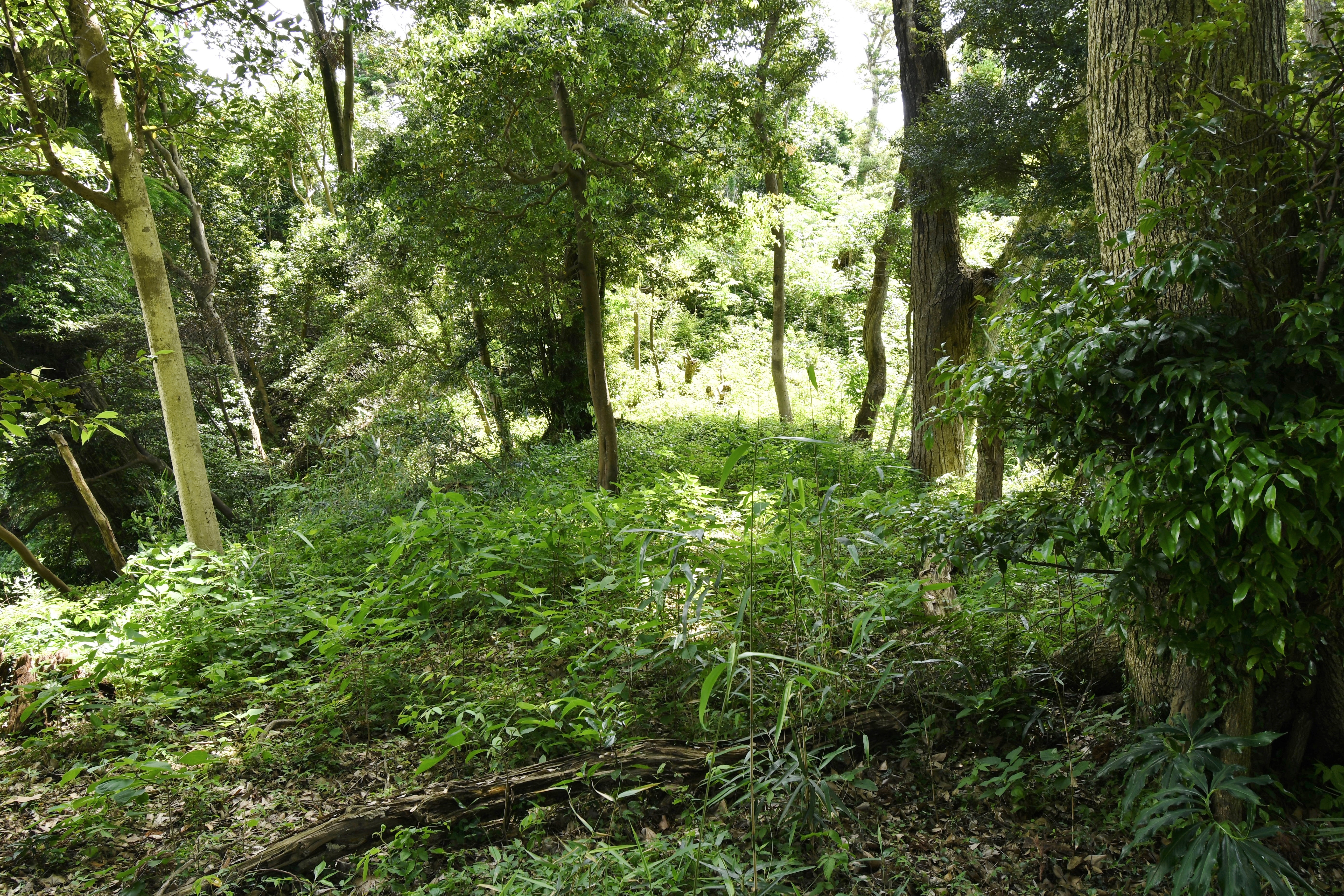
前方部から後円部を望む
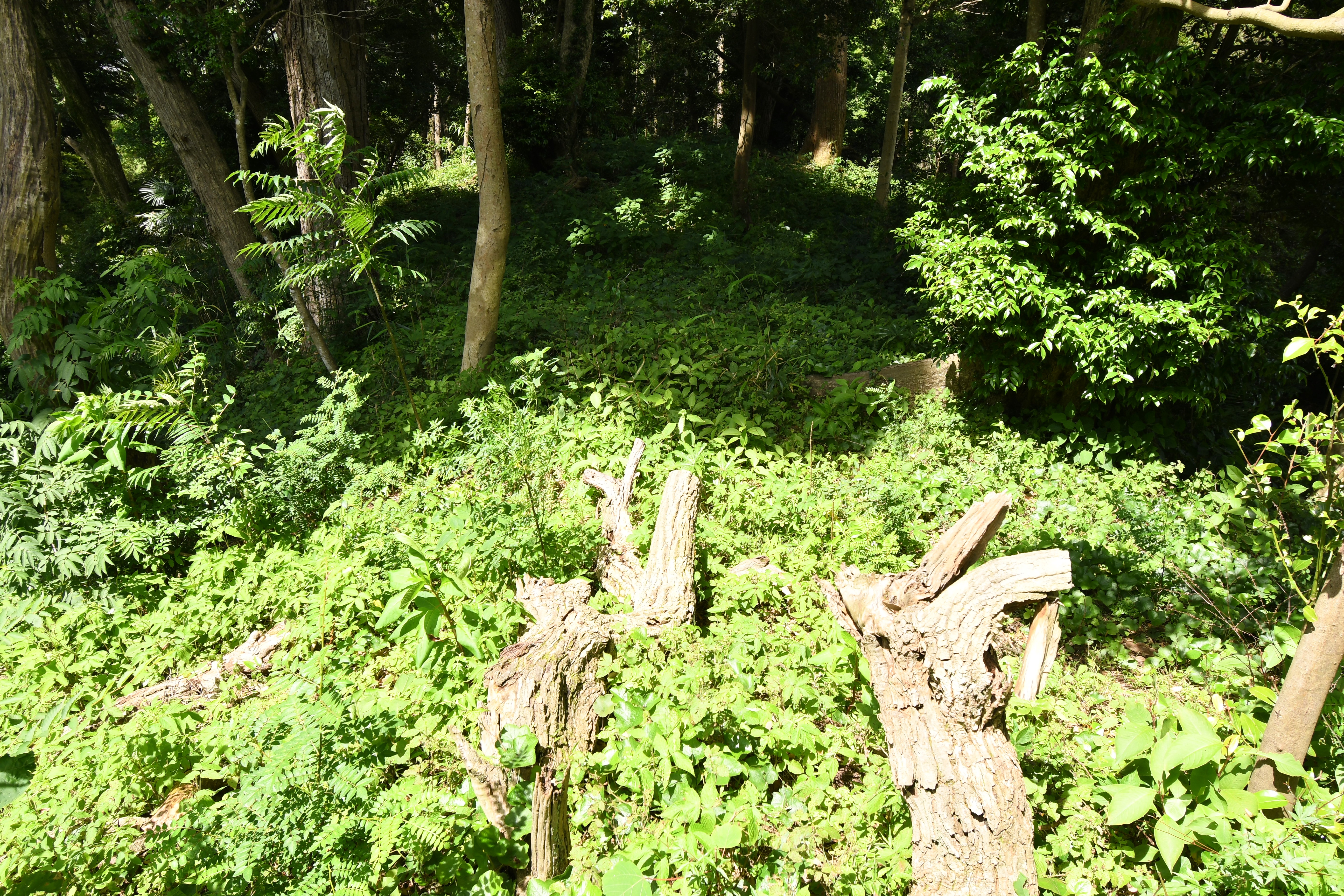
後円部から前方部を望む
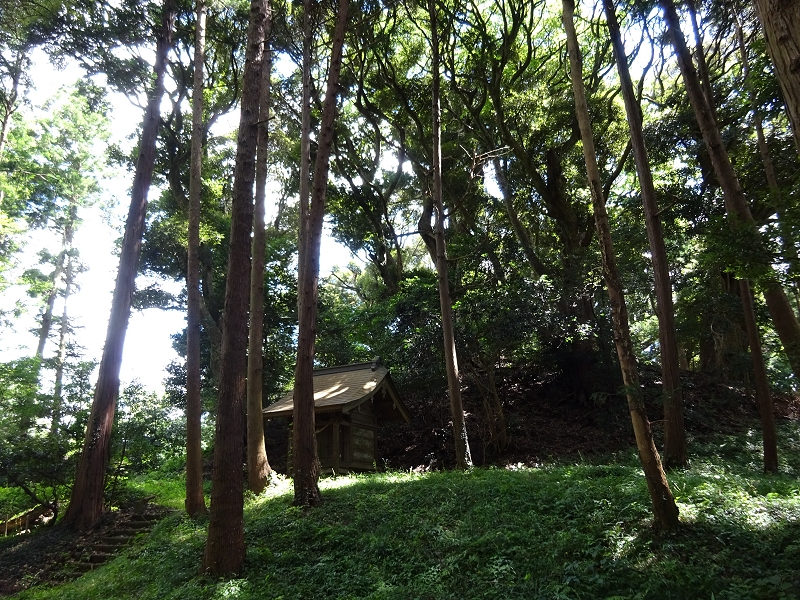
前方部前端 写真の境内社は2019年の台風で倒壊。

### 弘文天皇陵治定運動
白山神社古墳を弘文天皇陵として治定させようという運動は、旧久留里藩士の森勝蔵を中心に繰り広げられた。
発端は、明治4年2月14日付の太政官達である。この達は、府・藩・県に対して、管内にある后妃・皇子・皇女などの陵墓の捜索・報告を指示するものであった。これを受けて、俵田村の農民・古老に聞き取り調査が行われ、「白山神社縁起考」と題する報告書が藩知事・神祇官に上げられた。森は、このとき所有していた「久留里記」「上総古図」などを提供した。
明治8年ころ、教部省の官吏らが白山神社古墳の実地調査に訪れた。弘文天皇陵が治定される前のことであり、関係者に期待を抱かせたが、「住民の伝える大友皇子の年代よりさらに古い古墳のように思われる」という見解が示されたのち、音沙汰がなくなった。そうこうしているうちに明治10年6月、弘文天皇陵は長等山前陵に治定されてしまった。
しかし、小櫃の住民や旧久留里藩士はこれで主張を放棄したわけではなく、むしろ、本格的な治定運動に乗り出していった。宮内省から「未確定な陵墓が存在するため、古墳を発見した場合は絵図面を提出するように」「祭祀を営む子孫がいない諸王の墳墓がある場合は、在地伝説などを添えて報告するように」などの指示が出たためである。これに応じる形で「弘文天皇御陵之儀ニ付建言」と題する建言書が宮内省に提出された。
この建言書は却下されることとなるが、治定運動はその後も明治30年代まで続いた。
明治31年、東京帝国大学人類学教室の八木裝三郎らが白山神社古墳の実地調査を行った。不十分ながらも初めての考古学的調査であり、陪塚と思しき場所から鏡と剣が発見された。彼らの調査結果は、白山神社古墳は推古朝以降平安期以前のものであるとされ、弘文天皇陵である可能性を否定はしなかった。

## 文化財

### 千葉県指定文化財
- 史跡
  - 白山神社古墳 - 1981年（昭和56年）3月13日指定[3]。

## 交通アクセス
- JR東日本久留里線俵田駅下車徒歩15分

## 関連文献
（記事執筆に使用していない関連文献）
- 『千葉県記念物実態調査報告書III』千葉県教育委員会、1995年。
- 『千葉県の歴史 資料編 考古2（県史シリーズ10）』千葉県、2003年。